# 車鼓粟螺
車鼓粟螺（学名：Stenothyra chilkaensis）为粟螺科粟螺屬下的一个种。